# 肥後千暁
肥後 千暁（ひご ちあき、1991年10月29日 - ）は、日本の歌手。2017年に芸能界を引退した。

## 来歴・人物
東京都出身。ダチョウ倶楽部のリーダーの肥後克広の娘。ロックバンドのHacではヴォーカルや作詞を担当していた。身長161cm。特技はものまねなど。
元お笑いコンビ・ジュモンれもんのボケ担当でドレミ倶楽部のメンバーだった肥後DNAは兄、このほかに『芸能人対抗!家族のキズナ歌合戦』やケツメイシのMVに父とともに出演した妹がいる。

## 主な出演番組
- 爆笑そっくりものまね紅白歌合戦スペシャル（フジテレビ）
- ダチョ・リブレ「ばっかス」（テレ朝チャンネル）